# Johnny Christ
Johnny Christ, rodným jménem Jonathan Lewis Seward (* 18. listopadu 1984), je baskytarista americké hard rockové kapely Avenged Sevenfold. Je to v pořadí čtvrtý baskytarista Avenged Sevenfold, přidal se k nim v roce 2003, kdy nahradil Dameona Ashe.

## Život
Jonathan Seward navštěvoval Marina High School v rodném městě Huntington Beach v Kalifornii. I přesto, že ještě nebyl členem Avenged Sevenfold, znal Synystera Gatese a Jamese Sullivana, později poznal i zbylé členy kapely, jimiž jsou M. Shadows a Zacky Vengeance. Po odchodu Dameona Ashe v roce 2002 převzal roli baskytaristy v Avenged Sevenfold. S kapelou hrál už dříve, když zastupoval Ashe při jeho nepřítomnosti. Velmi rychle se naučil hrát jejich skladby, čímž prokázal že je opravdu talentovaný. The Rev dokonce řekl, že podle něj ve světě není nikdo, kdo by tak rychle ovládl basovou linku.
V současné době bydlí v Huntington Beach.

## Kariéra
Během posledního roku na střední škole si vzal několikatýdenní volno, aby zastoupil Dameona Ashe během jednoho turné Avenged Sevenfold. Po tomto období ze školy odešel a ke kapele se přidal natrvalo.
Jeho první nahrávky jsou slyšet na albu Waking the Fallen. Podepisoval se pouze jako Johnny, dokud mu Zacky Vengeance nevymyslel přezdívku Johnny Christ. Na DVD All Excess Zacky řekl: "Zní to rázně. Všichni to budou nenávidět... Takže bych do toho šel."
Po vydání Nightmare začal Christ více zpívat doprovodné vokály během živých vystoupení.

## Diskografie
- Waking the Fallen (2003)
- City of Evil (2005)
- Avenged Sevenfold (2007)
- Live in the LBC & Diamonds in the Rough (2008)
- Nightmare (2010)
- Hail to the King (2013)
- The Stage (2016)
- Life Is But a Dream... (2023)

## Vybavení
Basová kytara
- Schecter Johnny Christ Signature Bass
- Ernie Ball Music Man StingRay Bass